# Смиль Флашка из Пардубиц
Смиль Флашка из Пардубиц и из Рихмбурка (чеш. Smil Flaška z Pardubic a z Rychmhurka; 1340-е—1403) — первый чешский поэт, имя которого дошло до нас. Взгляды его были феодальные, но они смягчались образованностью и патриотическим чувством.

## Биография
Происходил из знатного рода панов из Пардубиц. В молодости жил при дворе своего дяди пражского архиепископа Арношта из Пардубиц. Около 1357 года получил степень бакалавра в Пражском университете. Был дружен с королевичем Вацлавом, впоследствии королём Вацлавом IV. Через несколько лет они поссорились из-за Пардубицкого панства, которое король хотел у него отобрать, и Флашка присоединился к враждебной королю лиге (т. н. «Панский союз»). В 1390 году унаследовал часть пардубицкого и рихмбуркское панство. C 1396 года был высочайшим писарем земских досок (zemských desek). В 1403 году стал гетманом чаславского края и 14 августа того же года и пал в бою под Кутна-Горой во время смуты.

## Творчество
Смилю приписывалось много сочинений аллегорически-нравоучительного содержания, но доказана принадлежность ему о только двух дошедших до нас стихотворных произведений: «Новый совет» («Novа Rada», 1395) и «Советы отца сыну» («Rada oice synowi») .
«Новый совет» — длинное нравоучение, изложенное в форме животного эпоса. Молодой царь зверей Лев созвал подданных, чтобы посоветоваться, как править после смерти отца. 44 советника — звери и птицы — высказывают свои суждения о правах и обязанностях властителя, о роли отдельных учреждений, о нравах и быте. Некоторые советы явно направлены против социальной несправедливости. Сокол советует Льву не применять насилия к подданным, заботиться о них. Леопард предлагает «не вводить в совет чужеземцев». Многие высказывания ироничны, в них звучат насмешка над властителем. Так, Павлин советует Льву украсить себя драгоценностями и свысока смотреть на подданных. Заяц предлагает не вмешиваться в распри и отлеживаться на печи. Большинство советов содержат поучения, свидетельствующие о принадлежности автора к дворянству и оппозиции королевской власти. «Новый совет» стал настолько популярен, что неоднократно переиздавался, по его примеру создавались многие «Советы животных» XVI века Сочинение Флашки было даже переведено на латынь. Полагают, что Смиль написал это произведение для молодого короля Вацлава; звери и птицы, должно быть, изображают известных лиц того времени.
«Советы отца сыну» любопытно как изображение быта и нравов чешского дворянства. Старый отец, желающий, чтобы сын его был настоящим рыцарем, учит его быть верным своему слову, соблюдать честь и проч.
Смиль занимался также собиранием чешских пословиц и составил из них небольшой интересный сборник (для ср.: первый немецкий сборник пословиц появился только в конце XVI века).